# Robert Brant
Robert James Brant (Saint Paul, 2 ottobre 1990) è un pugile statunitense.
Soprannominato "Bravo", è stato detentore del titolo WBA dei pesi medi dal 2018 al 2019.

## Carriera
Brant inizia la propria carriera da professionista il 16 giugno 2012 sconfiggendo il connazionale Cheyenne Ziegler per KO al secondo round. Tra il 2012 e il 2017 colleziona quindi una striscia di ventidue vittorie consecutive, conquistando nel frattempo il titolo nordamericano WBA dei pesi medi. 
Il 27 ottobre 2017 avanza ai pesi supermedi per sfidare l'ex campione WBA di categoria Brähmer nella fase d'apertura del World Boxing Super Series, torneo pugilistico che vede la partecipazione di numerosi volti noti della divisione. Sfiancato dalla tecnica sopraffina del tedesco e portato alle dodici riprese per la prima volta in carriera, Brant subisce una netta sconfitta per decisione unanime dei giudici con i punteggi di 119–109, 118–110 e 116–112.
Tornato alla vittoria agli inizi del 2018, nella seconda parte dell'anno scende nuovamente ai pesi medi per battersi contro il campione WBA Murata. Nonostante sia sfavorito dai pronostici Brant detronizza il rivale sfruttando il suo jab pungente e dominando ai punti il match, terminato 119–109, 119–109 e 118–110. Dopo aver difeso la cintura dall'assalto dell'ucraino Baysangurov, affronta nuovamente Murata in una rivincita nel luglio 2019 ma ne esce sconfitto per KO tecnico in sole due riprese e perde così il titolo.